# South Beloit, Illinois
South Beloit là một thành phố thuộc quận Winnebago, tiểu bang Illinois, Hoa Kỳ. Năm 2010, dân số của thành phố này là 7892 người.

## Dân số
Dân số qua các năm:
- Năm 2000: 5397 người.
- Năm 2010: 7892 người.